# Complex
Complex je jedna z nejznámějších demo skupin pro platformu Amiga pocházející z Finska. Skupina vznikla na jaře roku 1989 sloučením dvou skupin – Overload a aktivnější Phalanx.

Členy skupiny byli talentovaní programátoři, kteří se zasloužili o vysokou produktivity v raných časech skupiny. Kromě dem a inter začal Complex vydávat humorný diskmag Maggy, který se záhy stal na finské scéně velmi známým a oblíbeným.

Velký úspěch zaznamenala skupina v roce 1991 v Kajaani na Society party, kde vyhrála první místo se svým demem Vector Preview. Kromě toho se podařilo třetí místo s dílem Universal Intensity, které se vrylo do paměti hlavně díky nezapomenutelné hudbě od Turtle/Frantic.

Postupem času přestala být skupina aktivní a její aktivita se od tvorby dem přesouvala k prodeji modemů. Podařilo se jí vyprodukovat brilantní demo Gospel Karaoke, načež se ocitla ve fázi bývalé legendy. Mezi roky 1992 a 1994 nastala ve skupině velká fluktuace a poměrně velká produkce menších děl. Skupina postupně absorbovala členy z jiných zemí, hlavně z Německa. Po nástupu AGA architektury se k Complexu přidala francouzská divize Digitalu a společně vyprodukovali několik AGA dem, například demo Origin, které vyhrálo v roce 1993 na demo párty The Party.

Po odchodu Amigy z výsluní se ke skupině přidal programátor z PC scény JMagic a za jeho spolupráce vzniklo PC demo Dope. Skupina se přejmenovala na Komplex a v současnosti se jeví jako nečinná.

Slogan skupiny: Complex - Suxx forever!